# Віталій
Віта́лій (лат. Vitalis) — українське чоловіче ім'я стародавнього римського походження, що перекладається як «життєвий», «життєздатний», «той що дає життя». У Стародавньому Римі було прізвиськом, також існував споріднений когномен (родове прізвисько) Vitalianus, який буквально перекладається, як «Віталії, що належать Віталію». Жіночі варіанти імені — Віталі́на і Віта́лія.
По батькові: Віталійович, Віталіївна.
Українські зменшені чоловічі форми — Віта́лік, Віталенька, Віта́ль,Вітальчик Віталюня,Віта́ля,, Віта́ся, Вітулік, Та́лій, Та́лік, Та́ля; жіночі — Ві́та, Віталі́нка, Талі́на, Таль.

## Іменини

### Християнство
- Католицька церква: 11 січня, 14 лютого, 2 квітня, 21 квітня, 28 квітня, 5 травня, 2 липня, 10 липня, 29 серпня, 1 вересня, 22 вересня, 16 жовтня, 20 жовтня, 3 листопада, 4 листопада;
  - Українська греко-католицька церква: 16 травня;
- Православна церква: 11 січня, 25 січня, 22 квітня, 28 квітня.

## Відомі носії імені
- Віталій Міланський (?-60) — ранньохристиянський мученик і святий.
- Віталій Болонський[en] (†304) — мученик з Болоньї, страчений у 304 році.
- Віталіян (?-520) — римський консул, генерал Східної Римської (Візантійської) Імперії.
- Віталій Газійський[en] (†625) — відлюдник, шанований як святий у Східній Православній церкві та Католицькій церкві.
- Святий Віталій (†672) — сімдесят шостий папа Римський (30 червня 657—27 січня 672)
- Святі Віталій, Сатор і Репозит[en] — замучені в Апулії, можливо, на початку IV століття.
- Віталій Савіньїський[en] (†1122) — засновник Савіньїського абатства та Савіньїської конгрегації.
- Віталій Ассізький[en] (1295–1370) — італійський пустельник і чернець.
- Віталій Байрак (нар. 1907) — блаженний священномученик Української греко-католицької церкви.
- Віталій Масол (нар. 1928) — колишній прем'єр-міністр України (керував урядом: липень 1987 р. — жовтень 1990 р.)
- Віталій Коротич (нар. 1936) — поет, прозаїк, публіцист, перекладач, лікар.
- Віталій Абліцов (нар. 1946) — український журналіст, редактор, громадсько-політичний діяч.
- Віталій Портников (нар. 1967) — український журналіст, публіцист і автор аналітичних статей на політичну й історичну тематику.
- Віталій Кличко (нар. 1971) — український боксер та політик.
- Віталій Кривицький (нар. 1972) — римо-католицький єпископ, салезіанин, єпископ Києво-Житомирської дієцезії в Україні.
- Віталіна Біблів (нар. 1980) — українська акторка театру, кіно та телебачення.
- Віталій Корж (нар. 1987) — український легкоатлет, майстер спорту України міжнародного класу, чемпіон літньої Універсіади у Казані.